# Vojkov
Vojkov (en allemand : Wojkau) est une commune du district de Benešov, dans la région de Bohême-Centrale, en République tchèque. Sa population s'élevait à 480 habitants en 2020.

## Géographie
Vojkov se trouve à 7 km à l'est de Sedlčany, à 19 km au sud-ouest de Benešov et à 48 km au sud-sud-est de Prague.
La commune est limitée par Vrchotovy Janovice au nord et à l'est, par Votice à l'est, par Heřmaničky au sud, par Kosova Hora et Štětkovice à l'ouest et par Prosenická Lhota au nord-ouest.

## Histoire
La première mention écrite de la localité date de 1350.

## Administration
La commune se compose de neuf quartiers :
- Bezmíř
- Křenovice
- Lhotka
- Minartice
- Podolí
- Sledovice
- Vojkov
- Voračice
- Zahrádka